# Célestin Bouglé

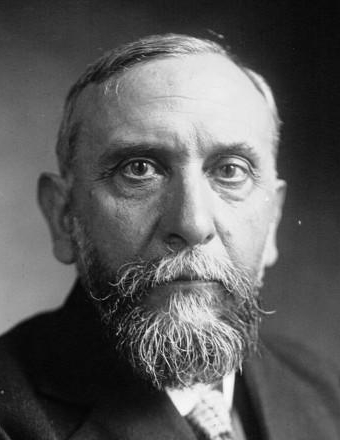
Célestin Bouglé (1924)

Célestin Bouglé (* 1. Juni 1870 in Saint-Brieuc; † 25. Januar 1940 in Paris) war ein französischer Soziologe.

## Leben und Denken
Bouglé wurde 1870 in Saint-Brieuc in der Bretagne geboren und lebte nach dem Tod seines Vaters ab 1884 bei seinem Onkel in Paris. Dort besuchte er das Collège Rollin und die Vorbereitungskurse (khâgne) für die ENS (École normale supérieure) am Lycée Henri IV. 1890 trat er in die ENS ein. 1893 erhielt er als Klassenbester die Lehrbefähigung (Agrégation) für das Fach Philosophie. Anschließend einjähriger Stipendienaufenthalt in Deutschland, wo er u. a. bei Georg Simmel studierte. Zuerst Lehrer in Saint-Brieuc, wurde er 1898 als Dozent an die geisteswissenschaftliche Fakultät in Montpellier gesandt. 1899 Doktorat mit der Dissertation über Les Idées égalitaires. 1900 Professor in Toulouse, ab 1908 an der Sorbonne in Paris. Nebenbei Dozent an der ENS, ab 1927 deren stellvertretender Direktor, dann deren letzter Direktor vor der deutschen Besetzung (1935–40). Bouglé starb 1940 in Paris.
In Deutschland wurde Bouglé vor allem von Simmel und dessen Werk über die soziale Differenzierung beeinflusst. Simmels Gedanken aufnehmend, kritisiert Bouglé in seinem ersten Werk Les Sciences sociales en Allemagne 1896 Émile Durkheim dafür, dass dieser in den Sozialwissenschaften dieselben Methoden wie in den Naturwissenschaften benützen will. Trotzdem wurde Bouglé ab 1896 zu einem bedeutenden Mitarbeiter von Durkheim und dessen Zeitschrift Année sociologique (1898–1913). Bouglés bedeutendstes Werk ist seine Dissertation über Les Idées égalitaires. Über Durkheims Idee der Arbeitsteilung hinausgehend und gestützt auf Georg Simmels Begriff der sozialen Differenzierung, analysiert er die moderne Gesellschaft. Diese unterscheidet sich nach Bouglé von anderen Gesellschaften dadurch, dass das moderne Individuum seine Rollen beliebig kombinieren kann. Dies ist gemäß Bouglé die Basis für den modernen Individualismus wie Egalitarismus. Auf dieser theoretischen Grundlage tritt Bouglé für die Rechte und Chancengleichheit aller Menschen ein und lehnt früh jede rassistisch oder anderswie biologisch begründete Minderwertigkeit ab. Das Gegenteil der modernen Gesellschaft bildet die indische Kastengesellschaft, wo durch die Zugehörigkeit zur Kaste auch die übrigen Eigenschaften des Individuums definiert sind (siehe Bouglés Essais sur le régime des castes). Eher an der politisch-moralischen Seite der Soziologie interessiert, entfernte sich Bouglé ab 1910 von Durkheim und dessen übrigen Mitarbeitern (Marcel Mauss, Maurice Halbwachs) und widmete sich mehr der Popularisierung des modernen und insbesondere soziologischen Denkens. 1920 gründete er das Centre de Documentation Sociale CDS, das verschiedene bekannte Persönlichkeiten hervorbringt, so Marcel Déat, Georges Friedman und Jean Stoetzel. Der bedeutendste Mitarbeiter des CDS ist Raymond Aron, der seine Dissertation über die deutsche Soziologie, in der er Max Weber in Frankreich einführt, bei Bouglé schreibt und bei der Ablehnung des totalitären Charakters der kommunistischen Ideologie zu Bouglés politischem Erben wird.
Bouglé ist politisch sehr aktiv. Als zur Zeit der Dreyfus-Affäre 1898 die Französische Liga für Menschenrechte gegründet wurde, wurde Bouglé eines ihrer ersten Mitglieder. Von 1911 bis 1924 bekleidete er das Amt des Vizepräsidenten der Menschenrechtsliga. Zusammen mit Émile Chartier (Pseudonym: Alain) war er der bedeutendste Intellektuelle des französischen Radikalsozialismus, jener spezifisch französischen Form von Liberalismus, die für Menschenrechte (siehe Dreyfus-Affäre) und Laizismus (siehe Trennung von Kirche und Staat 1905) eintritt. Bouglé setzte sich auch zusammen mit Léon Bourgeois für den Solidarismus ein, den radikalsozialistischen Versuch, Liberalismus mit der Verantwortung für sozial Schwächere zu verbinden. 1901, 1906, 1914 und 1924 kandidierte er als Radikalsozialist vergeblich für einen Sitz in der Nationalversammlung. Als begnadeter Redner hatte er häufig politische Auftritte.
Bouglé hatte in den 1920er Jahren wissenschaftliche Verbindung mit dem deutschen Soziologen Gottfried Salomon, beide waren Proudhon-Spezialisten.

## Schriften (Auswahl)
- Les Sciences sociales en Allemagne. Les méthodes actuelles, Paris, Alcan 1896
- Les Idées égalitaires. Étude sociologique, Paris, Alcan 1899
- Philosophie de l’antisémitisme (l’idée de race), in: La Grande Revue, 143–158, 1899
- Solidarisme et Libéralisme, Paris, Rieder 1904
- La démocratie devant la science. Études critiques sur l’hérédité, la concurrence et la différenciation, Paris, Alcan 1904
- Le solidarisme, Paris, Giard 1907
- Essais sur le régime des castes, Paris, Alcan 1908
- La sociologie de Proudhon, Paris, Armand Colin 1911
- Du sage antique au citoyen moderne: études sur la culture morale, Paris, Armand Colin 1921
- Leçons de sociologie sur l’évolution des valeurs, Paris, Armand Colin, 1922
- De la sociologie à l’action sociale, Paris, Presses Universitaires de France 1923
- Qu'est-ce que la sociologie? La sociologie populaire et l'histoire. Les rapports de l'histoire et de la science sociale d'après Cournot. Théories sur la division du travail, Paris, Alcan 1925
- Proudhon, Paris, Alcan 1930
- De la sociologie à l'action sociale: pacifisme, féminisme, coopération, Paris, Alcan 1931
- Socialismes français: du socialisme utopique à la démocratie industrielle, Paris, Armand Colin 1932
- Bilan de la sociologie française contemporaine, Paris, Alcan 1935
- Les Maîtres de la philosophie universitaire en France, Paris, Maloine 1938
- Humanisme, sociologie, philosophie. Remarques sur la conception française de la culture générale, Paris, Hermann 1938.